# Клєнак
Клєнак (хорв. Kljenak) — населений пункт у Хорватії, у Сплітсько-Далматинській жупанії у складі міста Вргораць.

## Населення
Населення за даними перепису 2011 року становило 86 осіб.
Динаміка чисельності населення поселення:

## Клімат
Середня річна температура становить 13,19 °C, середня максимальна – 25,84 °C, а середня мінімальна – 1,00 °C. Середня річна кількість опадів – 910 мм.
| Клімат поселення                              | Клімат поселення | Клімат поселення | Клімат поселення | Клімат поселення | Клімат поселення | Клімат поселення | Клімат поселення | Клімат поселення | Клімат поселення | Клімат поселення | Клімат поселення | Клімат поселення | Клімат поселення |
| Показник                                      | Січ.             | Лют.             | Бер.             | Квіт.            | Трав.            | Черв.            | Лип.             | Серп.            | Вер.             | Жовт.            | Лист.            | Груд.            |                  |
| Середній максимум, °C                         | 8,58             | 8,60             | 11,55            | 15,06            | 20,11            | 24,10            | 25,84            | 25,83            | 21,16            | 16,83            | 11,90            | 9,00             |                  |
| Середня температура, °C                       | 4,77             | 4,81             | 7,77             | 11,28            | 16,35            | 20,32            | 22,91            | 22,89            | 18,22            | 13,89            | 8,96             | 6,06             |                  |
| Середній мінімум, °C                          | 1,00             | 1,02             | 3,98             | 7,50             | 12,56            | 16,54            | 19,97            | 19,95            | 15,29            | 10,95            | 6,03             | 3,13             |                  |
| Норма опадів, мм                              | 86               | 76               | 77               | 75               | 62               | 53               | 37               | 51               | 73               | 102              | 117              | 101              |                  |
| Середньомісячна швидкість вітру, м/с          | 3.52             | 3.89             | 3.87             | 3.50             | 3.06             | 2.80             | 2.82             | 2.67             | 3.03             | 3.21             | 3.92             | 4.07             |                  |
| Середньомісячна сонячна радіація, кДж/м²·день | 5699             | 8362             | 12029            | 16343            | 19842            | 22929            | 24535            | 21864            | 16239            | 10565            | 6161             | 4793             |                  |
| --------------------------------------------- | ---------------- | ---------------- | ---------------- | ---------------- | ---------------- | ---------------- | ---------------- | ---------------- | ---------------- | ---------------- | ---------------- | ---------------- | ---------------- |
| Джерело:                                      |                  |                  |                  |                  |                  |                  |                  |                  |                  |                  |                  |                  |                  |